# Alanís
Alanís este un municipiu în provincia Sevilia, Andaluzia, Spania cu o populație de 2.009 locuitori.